# إيغور يوكسيموفيتش
إيغور يوكسيموفيتش هو لاعب كرة قدم بوسني في مركز الهجوم، ولد في 16 أغسطس 1980 في جمهورية يوغوسلافيا الاشتراكية الاتحادية. لعب مع أرارات يريفان ونادي سلوبودا توزلا.

## وصلات خارجية
- إيغور يوكسيموفيتش على موقع قاعدة بيانات كرة القدم.إي يو (الإنجليزية)
- إيغور يوكسيموفيتش على موقع Soccerway.com (الإنجليزية)